# Tornimparte

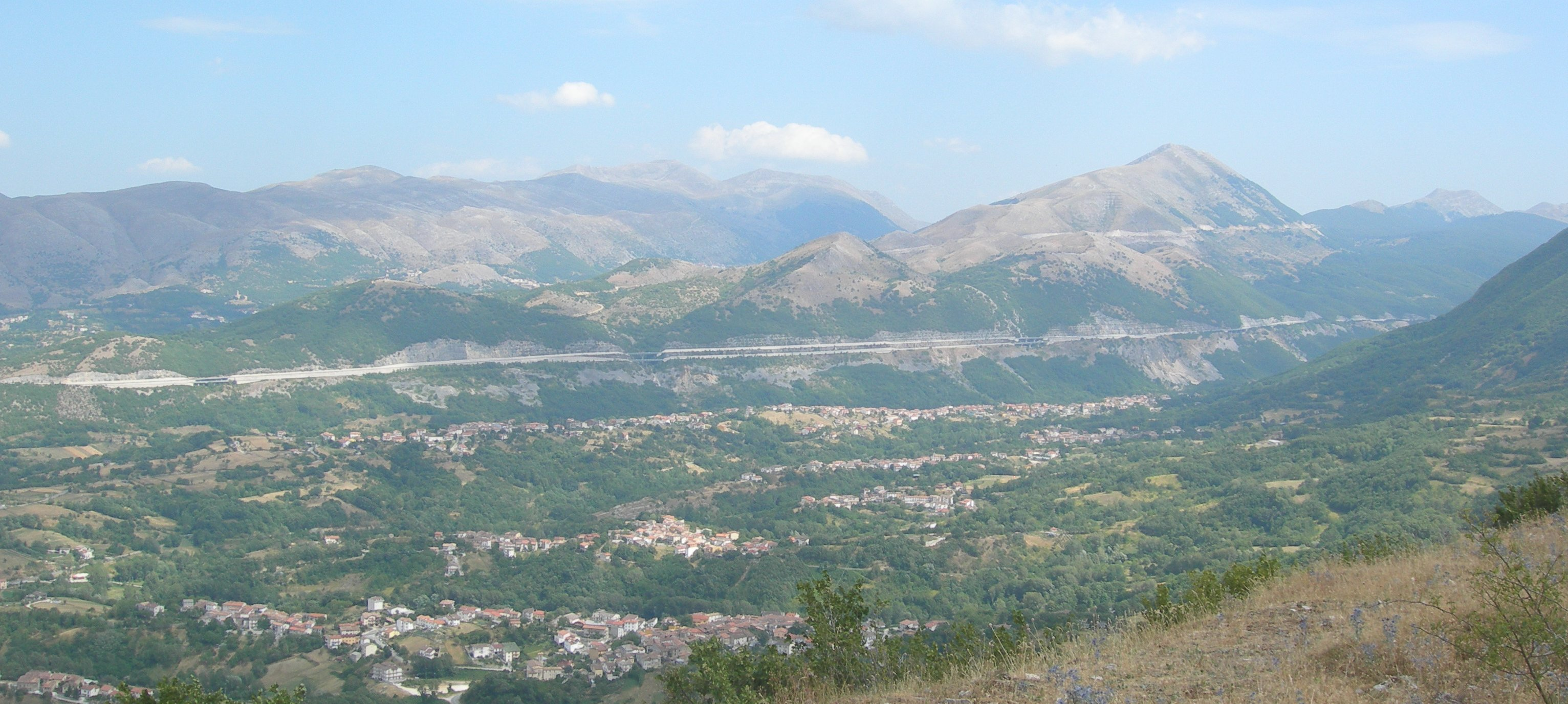
Das Tal, in dem Tornimparte liegt

Tornimparte ist eine italienische Gemeinde (comune) mit 2749 Einwohnern (Stand 31. Dezember 2023) in der Provinz L’Aquila in den Abruzzen. Die Gemeinde liegt etwa 10 Kilometer südwestlich von L’Aquila und ist Teil der Comunità montana Amiternina. Tornimparte grenzt unmittelbar an die Provinz Rieti. Der Verwaltungssitz befindet sich im Ortsteil Villagrande.

## Geschichte
Der Name der Gemeinde, die vermutlich bereits in der vorchristlichen Zeit durch Sabiner bewohnt war, soll vom lateinischen Turres in Partibus stammen.

## Verkehr
Durch die Gemeinde führt die Autostrada A24 von L’Aquila nach Rom.